# Герб Бендер
Герб Бендер — символ города Бендеры в непризнанной Приднестровской Молдавской Республике, в пределах официальных границ Молдавии.

## Описание
Щит разделен на два поля: в верхнем — золотом, двуглавый орел, увенчанный золотой короной, держащий в обеих лапах молнии, пламя которых обращено вниз, со щитом на груди, на котором в красном поле изображен Георгий Победоносец, сидящий на белой лошади и поражающий змея. В нижнем — чёрном поле, изображен лев с человеческим лицом в память затруднительного положения шведского короля Карла XII после Полтавской битвы.

## История герба
2 апреля 1826 года был утвержден герб Бендерского уезда.
В 1872 году был составлен проект первого герба города со следующим описанием: «В лазоревом щите золотой с червлёными глазами и языком стоящий на задних лапах лев, на все положена зубчатая с обеих сторон серебряная перевязь вправо, которая обременена 3 чёрными полумесяцами. В вольной части щита герб Бессарабской губернии. Щит увенчан серебряной башенной о трех зубцах короной и окружен золотыми колосьями, соединенными Александровской лентой. Три полумесяца символизировали тот факт, что город Бендеры, знаменитая турецкая крепость, был три раза взят русскими». Проект не был утвержден.
В 1931 году, когда город находился под властью Королевства Румыния, был утвержден герб, в котором сохранился лев в лежачем положении, но уже на фоне зубчатой крепости. На красном щите была изображена серебряная зубчатая крепость с тремя башнями и ворота. Перед крепостью на зелёном поле расположен золотой лежащий лев, смотрящий влево.
26 июля 1967 был утвержден новый герб. В верхней части щита размещены зубцы крепости, как символ древности города. Над зубцами надпись с названием города, внизу волны, которые символизируют реку Днестр и речной порт. В центре изображена роза, символизирующая цветущий город, вместо листьев которой — шестерня с молнией и челнок, означающие электротехническую промышленность и легкую промышленность соответственно. Верхняя часть щита красная, а волны — белые.

25 сентября 2003, в честь 595-летия города, ему был возвращён герб 1826 года.

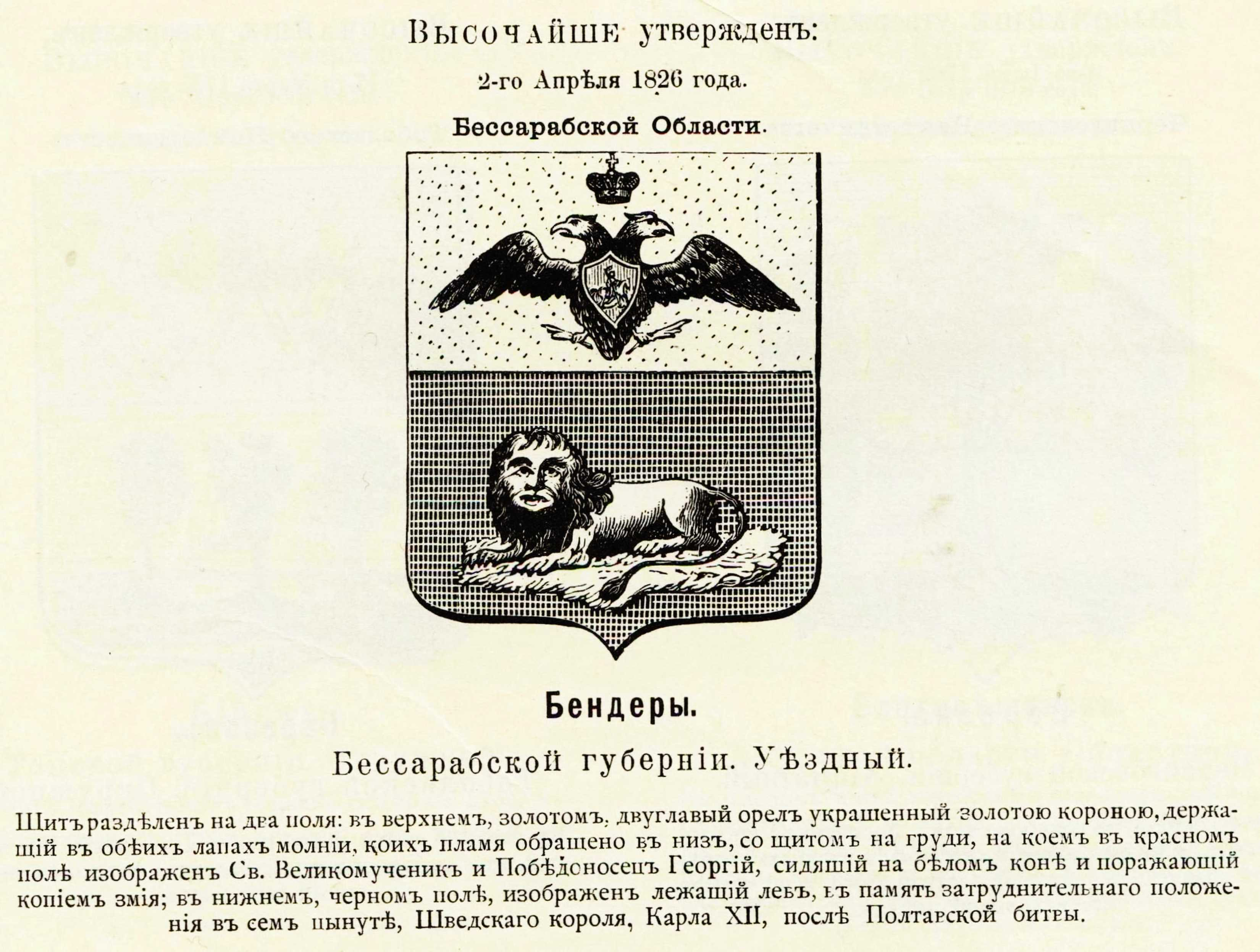
Герб Бендер 1826 года.
Проект герба города 1872 года.
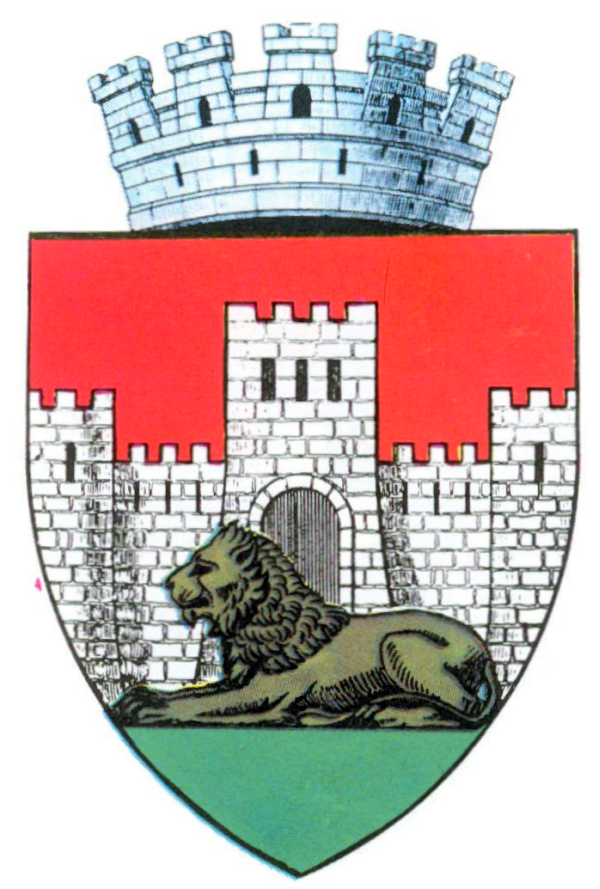
Румынский герб, 1931 год.
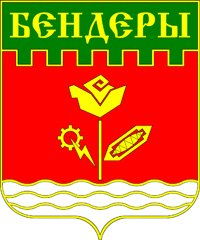
Советский герб, утвержденный 26 июля 1967.